# Chortinus brevipectinata
Chortinus brevipectinata är en tvåvingeart som först beskrevs av Stein 1918.  Chortinus brevipectinata ingår i släktet Chortinus och familjen husflugor. Inga underarter finns listade i Catalogue of Life.